# Ústav společenského vědomí ČSAV
Ústav společenského vědomí Československé akademie věd vznikl v roce 1990 přejmenováním Ústavu pro výzkum společenského vědomí a vědeckého ateismu. K 31. lednu 1991 byl ústav pro svou nepotřebnost zrušen a pod novým názvem Ústav etiky a religionistiky se stal detašovaným pracovištěm Filozofického ústavu, společného pracoviště ČSAV a Masarykovy univerzity. Samotný následník Ústav etiky a religionistiky ukončil svoji činnost k 30. dubnu 1993.
Ředitelem Ústavu společenského vědomí byl Josef Solnař.